# Víctor Caamaño
Víctor Caamaño fue el primer directo técnico del club de fútbol argentino River Plate en la era profesional, bajo el mandato de José Bacigallupo. A pesar de que su especialidad no era el fútbol sino el atletismo, en River Plate estuvo durante dos años: 1931 y 1932.
Fue el primer técnico en conseguir un título en el profesionalismo con el club el Campeonato de Primera División 1932. 
En 1931 su equipo formaba con: Jorge Iribaren, Dañil Beldivares, Julio Cesar Iribaren, Bonelli, Malazzo, Castro, Peucelle, Marassi, Lago y Méndez. Esa temporada el equipo terminó en la cuarta colocación.
En 1932 formó un gran equipo, y finalizó el torneo igualando la primera posición junto a Independiente, 50 puntos en 34 partidos, ganados 22, empatados 6, perdidos 6, goles a favor 81, goles en contra 43. Su máxima figura fue Bernabé Ferreyra que terminó goleador ese año con 43 goles.
En total dirigió a River Plate 82 partidos (140 puntos) de los cuales ganó 61, empató 18 y perdió 23, con 215 goles a favor y 118 en contra.

## Palmarés

### Como entrenador

#### Campeonatos nacionales
| Título              | Equipo      | País      | Año  |
| ------------------- | ----------- | --------- | ---- |
| Primera División    | River Plate | Argentina | 1932 |
| Copa de Competencia | River Plate | Argentina | 1932 |

- Datos: Q4016731